# Боярские (Кировская область)
 Боярские  — опустевшая деревня в Орловском районе Кировской области. Входит в состав Орловского сельского поселения.

## География
Расположена на расстоянии примерно 21 км по прямой на север-северо-запад от райцентра города Орлова.

## История
Известна с 1727 года как займище Шараповское с 1 двором, в 1763 34 жителя, в 1802 8 дворов. В 1873 году здесь (Шараповское или Боярские) дворов 12 и жителей 78, в 1905 (Шеромовское или Боярские) 14 и 90, в 1926 (Боярские или Шараповские) 20 и 90, в 1950 23 и 70, в 1989 15 жителей. С 2006 по 2011 год входила в состав Колковского сельского поселения.

## Население
Постоянное население составляло 19 человек (русские 84%) в 2002 году, 0 в 2010.